# Andreas Thom (Fußballspieler)
Andreas Thom (* 7. September 1965 in Rüdersdorf bei Berlin) ist ein ehemaliger deutscher Fußballspieler und derzeitiger -trainer.

## Sportliche Laufbahn

### Gemeinschafts-, Club- und Vereinsstationen
Der Sohn eines Schlossers kickte zuerst in der heimatlichen Turn- und Sportgemeinschaft (TSG) Herzfelde, besuchte die Kinder- und Jugendsportschule (KJS) in Ost-Berlin und begann 1987 ein Sportlehrerstudium an der Deutschen Hochschule für Körperkultur (DHFK) in Leipzig. Im September 1985 wurde er als Kandidat in die Sozialistische Einheitspartei Deutschlands (SED) aufgenommen. Bei der Deutschen Volkspolizei hatte er den Rang eines Unterleutnants der VP.
Thom spielte für den BFC Dynamo in der DDR-Oberliga und wurde mit den Ost-Berlinern unter Trainer Jürgen Bogs von 1984 bis 1988 fünf Mal in Folge DDR-Meister. Außerdem gewann der Stürmer 1988 und 1989 den FDGB-Pokal. 1988 wurde er Torschützenkönig in der DDR-Oberliga und zudem zum Fußballer des Jahres gewählt.

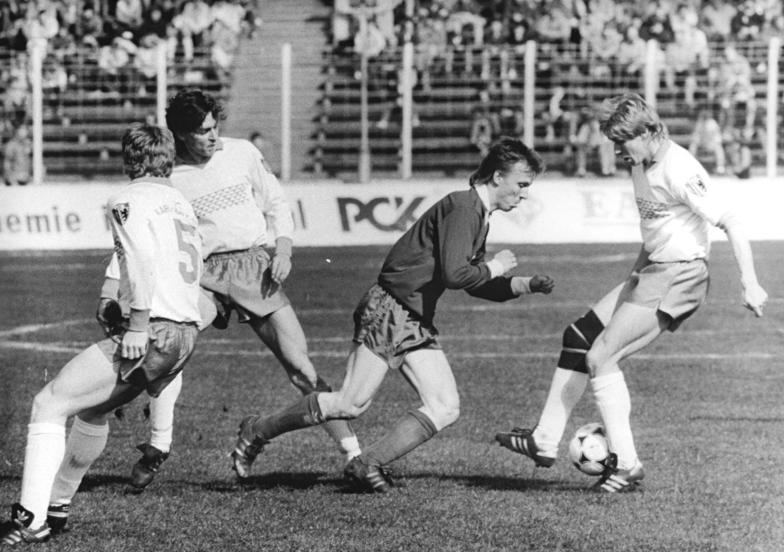
Andreas Thom setzt sich im Pokalfinale 1989 gegen drei Verteidiger des FC Karl-Marx-Stadt durch

Seinen ersten internationalen Auftritt hatte der 18-jährige Thom im November 1983 im Europacup-Spiel bei Partizan Belgrad, nachdem sein späterer Trainerkollege von Hertha BSC, Falko Götz, sich von der Mannschaft abgesetzt hatte und deshalb ein Platz im Sturm frei wurde.
Als erster Spieler der DDR-Oberliga wechselte Andreas Thom nach 77 Treffern in 158 Partien zum 1. Januar 1990 in die Fußball-Bundesliga. Er ging vom DDR-Rekordmeister zu Bayer 04 Leverkusen. Laut Leverkusener Angaben bemühte sich der Verein vor dem Vollzug des Wechsels bereits seit einem halben Jahr um Thom. Zunächst war in Zeitungen eine Ablöse von 4,8 Millionen D-Mark (3,8 Millionen D-Mark als Überweisung und Arzneimittel im Gegenwert von einer Million D-Mark) genannt worden. Diese Zahl wies Herbert Krafft, Vorsitzender von Dynamo Berlin, öffentlich zurück und sprach von einer Ablöse von „gut 2,2 Millionen Mark“. Die DDR-Fachzeitschrift FUWO schrieb: „Insider halten mehr eine Ablösesumme von 3,6 Millionen Mark und ein Jahresgehalt von 450 000 Mark für Thom realistisch.“ Thom schätzte das ihm von Bayer Leverkusen vertraglich zugesicherte Gehalt unmittelbar nach dem Wechsel als „irre gut“ ein. In Zeitungen der DDR wurde der Wechsel kritisiert: Die Junge Welt stellte die Frage, ob es sich „um Menschenhandel, wie früher bezeichnet, oder aber um eine geglückte Delegierung, auf die jeder Bürger stolz sein müßte?“ handele und schrieb vom „Winterschlußverkauf des DDR-Sports“. Die Berliner Zeitung schrieb zum Thema Thom, es gebe eine „Reihe von unbeantworteten Fragen“.
Er debütierte am 17. Februar 1990 für die Leverkusener, als er in einem Nachholspiel gegen Homburg zum Einsatz kam. Hierbei erzielte er auch den Treffer zum 1:0. Bis 1995 spielte er für Leverkusen und bildete mit dem von Dynamo Dresden ebenfalls frühzeitig in die Bundesliga gewechselten Ulf Kirsten zusammen ein sehr erfolgreiches Sturm-Duo (161 Bundesligaspiele, 37 Tore). Mit Leverkusen gewann er in Berlin den DFB-Pokal 1993 gegen die Amateure von Hertha BSC. Im Sommer 1995 wechselte Thom trotz Angeboten von Werder Bremen und Borussia Dortmund für eine Ablösesumme von 2,2 Mio. £ nach Schottland zu Celtic Glasgow. In seiner ersten Saison bei Celtic wurde Thom zunächst als Stürmer eingesetzt, bevor er zum Ende der Spielzeit hinter der Sturmspitze aus Pierre van Hooijdonk und Jorge Cadete bestehend als sogenannter Zehner agierte. Am Ende der Saison wurde der mittlerweile als Fanliebling gefeierte Thom von den Celtic-Anhängern zum Spieler der Saison gewählt, zudem gewann er die meisten Man-of-the-Match-Auszeichnungen aller Spieler der Bhoys. In der Saison 1996/97 spielte er in zurückgezogener Mittelfeldrolle als Sechser an der Seite von Paul McStay. Im Januar 1998 kehrte er zurück nach Berlin zu Hertha BSC, nachdem er unter dem neuen Celtic-Trainer Wim Jansen in der Hinserie der Saison 1997/98 seinen Stammplatz verloren hatte. Obwohl Thom nur drei Jahre in Glasgow spielte, gilt er bis heute als einer der Kultspieler des Vereins.

### Auswahleinsätze
Thom gehörte zum einzigen Jahrgang der DDR-Juniorennationalelf, der die Jugendwettkämpfe der Freundschaft gewinnen konnte. Im Spätsommer 1983 siegte die Elf von Trainer Frank Engel auf Kuba. Der bereits in der Oberliga eingesetzte Thom war auch Mitglied der U18 des DFV, die an der Junioren-EM 1984 in der Sowjetunion teilnahm.
Im Spätsommer und Herbst 1984 bestritt der BFC-Angreifer drei Begegnungen für die ostdeutsche U-21, aber schnell rückte das Talent in den Herrenkader des DFV auf. Für die DDR-A-Nationalmannschaft spielte er zwischen Oktober 1984 und 1990 in 51 Partien und erzielte 16 Treffer.
Für die deutsche Fußballnationalmannschaft bestritt er bis 1994 zehn Länderspiele und erzielte dabei zwei Tore. Eines davon schoss er wenige Sekunden nach seiner Einwechslung bei seinem Debütspiel im Dezember 1990 gegen die Schweiz, welches auch das erste Spiel der „gesamtdeutschen“ Mannschaft nach der Wiedervereinigung war. 1992 wurde er mit Deutschland bei der Europameisterschaft in Schweden Vizeeuropameister. Im Endspiel gegen Dänemark (0:2) wurde Thom in der 81. Minute eingewechselt.

## Trainerlaufbahn
Nach der Ablösung von Huub Stevens bei Hertha BSC war Thom kurzzeitig Cheftrainer, bevor ihn Hans Meyer ablöste und Hertha vor dem Abstieg bewahrte. Thom blieb Co-Trainer und hatte diese Position auch unter dem neuen Trainer Falko Götz inne. Am 10. April 2007 wurde er zusammen mit Götz wegen anhaltender Erfolglosigkeit entlassen.
Am 15. Dezember 2008 wurde bekanntgegeben, dass Thom ab dem 5. Januar 2009 Co-Trainer bei Regionalligist Holstein Kiel unter Falko Götz werde. 2009 gelang als Meister der Regionalliga Nord der Aufstieg in die 3. Liga. Nach der Entlassung von Götz blieb Thom unter dem neuen Trainer Christian Wück dem Verein treu.
Am 15. Februar 2010 trennte sich Holstein Kiel dann von Andreas Thom. Als Grund nannte der Verein ein gestörtes Vertrauensverhältnis zwischen Thom und der Mannschaft.
Ab der Saison 2010/11 betreute er die U17-Mannschaft von Hertha BSC, mit Beginn der Saison 2017/18 trat er bei dem Verein das Amt als Individual- und Techniktrainer an und betreute als solcher fortan Jugendspieler ab dem U14-Alter sowie Profispieler.

## Sonstiges
Der ehemalige DDR-Zweitligaspieler Jörg Kretzschmar erhob im Januar 1992 in einer Zeitung gegen Thom und andere frühere Spieler des BFC Dynamo den Vorwurf, für die Staatssicherheit der DDR gearbeitet zu haben. Thom setzte sich gegen die Behauptung zur Wehr. Kretzschmar nahm wenig später seinen Vorwurf zurück, daraufhin verzichteten Thom und andere Spieler auf eine Klage.